# Natalja Dmitrijewna Spiller
Natalja Dmitrijewna Spiller (russisch Наталья Дмитриевна Шпиллер; * 7. Novemberjul. / 20. November 1909greg. in Kiew; † 20. Juli 1995 in Moskau) war eine sowjetisch-russische Sopran-Opernsängerin und Hochschullehrerin.

## Leben
Spillers Eltern waren der Architekt Dmitri Alexejewitsch Spiller und die Sängerin und Lawrowskaja-Schülerin Marija Nikolajewna Poljakowa. Spiller studierte am Kiewer Konservatorium in Antonina Nikolajewna Sperlings Klasse mit Abschluss 1931. Darauf wurde sie Solistin am Opern- und Balletttheater Samara.
1935 wurde Spiller Ensemblemitglied und Solistin des Moskauer Bolschoi-Theaters (bis 1958, dann Beraterin bis 1990). Auch trat sie in Konzerten auf, begleitet von dem Pianisten Nikolai Golowanow und anderen. Spiller wurde wie auch die Sopranistin Galina Wischnewskaja und die Mezzosopranistin Wera Dawydowa häufig zu Konzerten und Stalins Banketten im Kreml eingeladen. 1940 sang Spiller die Sieglinde in der von Stalin veranlassten Galavorstellung der Walküre Richard Wagners im Bolschoi-Theater zum Besuch des deutschen Außenministers Joachim von Ribbentrop. Im Deutsch-Sowjetischen Krieg überreichte Spiller zusammen mit dem Kollektiv des Bolschoi-Theaters im März 1943 den für die Aufführung des Wilhelm Tell von Gioachino Rossini erhaltenen Stalinpreis I. Klasse in Höhe von 100.000 Rubel dem Verteidigungsfonds.
Ab 1950 lehrte Spiller am Moskauer Gnessin-Musikpädagogik-Institut. 1963 wurde sie zur Professorin ernannt. Ab 1964 leitete sie den Lehrstuhl für Opernvorbereitung. 1975 wechselte sie zum Lehrstuhl für Sologesang, den sie bis 1979 leitete.
Seit 1950 war sie Mitglied der Union der Theatertätigen der RSFSR. 1969 wurde sie Vorsitzende des Rats des Stimmbildungskabinetts A. W. Neschdanowas und des Wissenschaftlichen Rats für Gesangsausbildung des Kulturministeriums der RSFSR. Sie veröffentlichte Rezensionen und Aufsätze zur wissenschaftlichen Methodik.
Spiller war mit dem Cellisten Swjatoslaw Knuschewizki verheiratet. Ihre Tochter Marija Swjatoslawowna Knuschewizkaja (* 1933) wurde Schauspielerin am Moskauer Akademischen Mossowjet-Theater. Ihr Enkel Andrei Michailowitsch Rapoport (* 1960) wurde Schauspieler am Moskauer Akademischen Mossowjet-Theater und Filmschauspieler.
Spillers Bruder Wsewolod Spiller war Priester der Bulgarisch-orthodoxen Kirche und ab 1950 der Russisch-Orthodoxen Kirche. Ihr Neffe Iwan Spiller war Dirigent.
Spiller starb in Moskau und wurde auf dem Nowodewitschi-Friedhof begraben.

## Ehrungen
- Stalinpreis II. Klasse (1941) für großen Erfolg in der Theatergesangskunst[1]
- Verdiente Künstlerin der RSFSR (1942)[1]
- Stalinpreis I. Klasse (1943) für den Auftritt als Mathilde in Rossinis Wilhelm Tell[1]
- Volkskünstlerin (1947)[1]
- Stalinpreis I. Klasse (1950) für den Auftritt als Wolchowa in Nikolai Rimski-Korsakows  Sadko[1]
- Leninorden (1951, 1971)[3]
- Orden der Völkerfreundschaft (1976)[1]